# Гаден
Гаден (нім. Gaaden) — муніципалітет округу Медлінг у Нижній Австрії з 1601 жителем (станом на січень 2023 р.).

## Географія
Гаден розташований у північній частині Віденського лісу біля підніжжя Аннінгера в широкій долині, яка дренується Медлінгбахом.
Через районну приналежність повсякденне життя спрямоване на Медлінг, хоча Баден знаходиться приблизно на такій же відстані.

## Конгрегаційна структура
Муніципальна територія також включає кадастровий муніципалітет Аннінгерфорст, який, однак, не є окремим містом і складається здебільшого з лісистих зон і доломітового кар’єру. У цій лісовій зоні також розташована печера Дрейдарріан.

## Історія
Місце вперше згадується в 1130 році та спочатку було дочірньою парафією Алланда. У 1334 році місце було піднесено до статусу парафії, а незабаром після цього (1376) абатство Хайлігенкройц стало головною владою. Після цього сталося спустошення в 1477 році Угорщиною, та 1529/1683 рр. – турками. Відтоді монастир втратив право власності, але в 1579 році повернув село (церква згоріла в 1576 році). У 1735/40 рр. масштабна реконструкція та розширення парафіяльних будівель (в т.ч. вікаріат) під керівництвом абата Роберта Ліба з численними роботами Джованні Джуліані. Після обстеження ксьондзом Йосифіном площу намісництва зменшили на один поверх. Маріацельська Мадонна в церкві нагадує про важливість парафіяльної церкви як станції вздовж Віа Сакра до відомого місця паломництва.
Близько 1911 року Карл Фрайхер фон Шкода побудував мисливський будиночок Гааден (також званий замком Шкода) у муніципалітеті Гааден за планами архітектора Емануеля фон Зайдля, сьогодні вулиця Зігенфельдер, 13. Після експропріації радянськими військами в 1945 році мисливський будинок Гаден був перетворений на будинок відпочинку. До 1955 року тут відпочивало понад 1000 дітей. Сьогодні мисливський будиночок Гаден є приватною власністю.